# Kathedraal van de Heilige Drie-eenheid (Drohiczyn)
De Kathedraal van de Heilige Drie-eenheid in Drohiczyn (Pools: Bazylika katedralna Trójcy Przenajświętszej w Drohiczynie), een stad in het Poolse woiwodschap Podlachië, is een vroegere kloosterkerk van de jezuïeten en tegenwoordig de zetelkerk van het in 1991 gevormde bisdom Drohiczyn.

## Voorgangerbouw

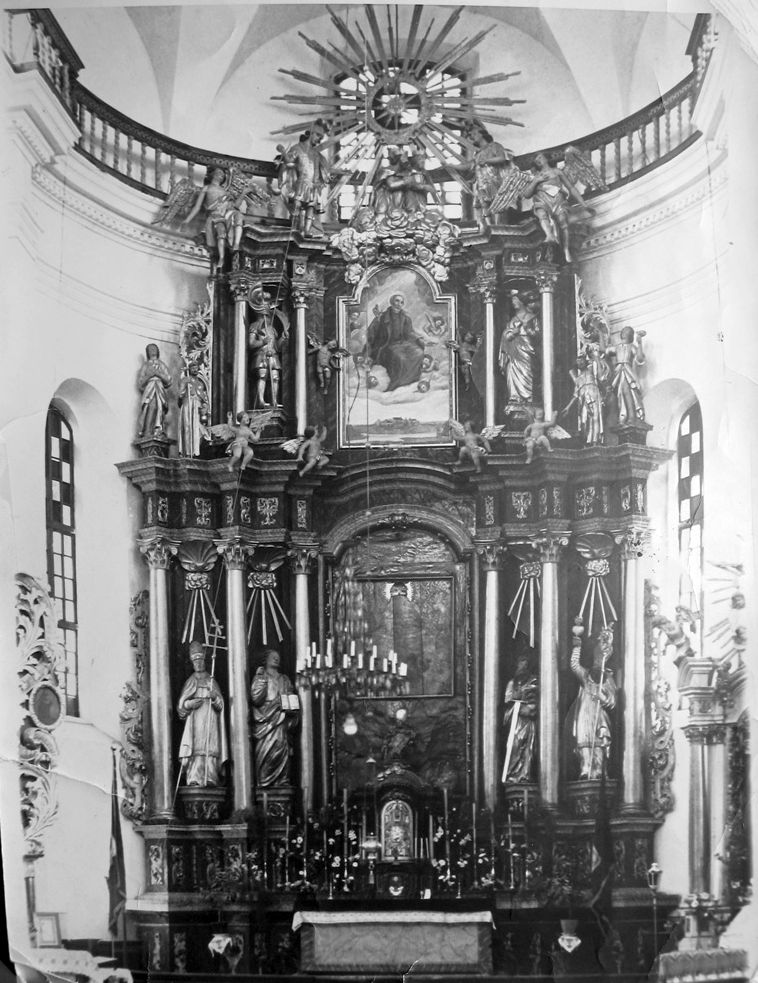
Het door de bolsjewieken vernietigde hoofdaltaar van de kerk (opname 1938)

Aangenomen wordt dat de tot het christendom bekeerde grootvorst Wladislaus II Jagiello er in 1392 een eerste kerk liet bouwen. Maar er wordt ook gezegd dat er al ruim 150 jaar eerder een kerk heeft gestaan, toen de Mazovische koning Koenraad I een militair steunpunt in Drohiczyn stichtte. Deze kerk zou zijn verwoest tijdens de invasie van Polen en Hongarije door de Galicische hertog Daniel van Galicië.

## Geschiedenis
Na de verwoesting van Drohiczyn door Zweedse troepen, werden de jezuïeten op 21 augustus 1654 uitgenodigd om de parochie weer op te bouwen en te ontwikkelen. Tijdens een sobere plechtigheid op 10 december 1661 werd een jezuïtische bisschop ingewijd. Nog hetzelfde jaar werd er een jezuïtische parochieschool geopend en in de loop der tijd verrezen er een residentie, een college en een stenen klooster. In 1696 werd begonnen met de bouw van de huidige kerk in barokke stijl. De bouw werd in 1709 voltooid.
Na de ontbinding van de Jezuïetenorde overhandigde de Nationale Commissie van Onderwijs op 14 september 1774 het vroegere Jezuïetencollege aan de Piaristen. Een jaar later werd door de Sejm van de Republiek Polen een resolutie aangenomen om het hele heiligdom en de hele parochie Drohiczyn over te dragen aan de Piaristen, maar deze resolutie zou pas na 2 oktober 1791 worden uitgevoerd. Aan het Piaristenklooster kwam een eind als gevolg van de repressieve reactie van het keizerrijk Rusland op de Novemberopstand. Het college werd staatsbezit.
Het kerkgebouw liep beschadigingen op tijdens de Eerste Wereldoorlog, die in 1919 werden hersteld. Tijdens de Sovjet-bezetting in 1939-1942 werd de kerk ontheiligd en als stal in gebruik genomen. Van binnen werd de kerk geheel vernield: graven werd ontwijd en de 14 altaren, de biechtstoelen, de eiken banken, de barokke preekstoel, de epitafen van de plaatselijke adel en de vele schilderijen vielen ten prooi aan het atheïstische vandalisme. Een bijzonder groot verlies was de verwoesting van het barokke hoofdaltaar. De toenmalige priester slaagde erin om van de 38 schilderijen die de kerk sierden er 8 te redden, van de 153 beelden in de kerk overleefden er slechts twee. Na de Russen kwamen de Duitsers die de kerk als schietschool gebruikten. Het herstel van de kerk vond plaats na de oorlog.
In 1991 werd de kerk de kathedraal van het bisdom Drohiczyn. Een belangrijke gebeurtenis in de geschiedenis van de kerk was het bezoek van paus Johannes Paulus II op 10 juni 1999, die er bad bij het graf van de eerste bisschop van Drohiczyn.